# The Hound of Ulster
| Recensione | Giudizio |
| ---------- | -------- |
| AllMusic   |          |

The Hound of Ulster, pubblicato in compact disc cinque anni dopo la registrazione, è l'ottavo album solista di Tom Newman, produttore e musicista inglese.
Il disco potrebbe figurare tranquillamente come l'ideale seguito di Faerie Symphony, il primo disco di progressive rock accreditato al musicista inglese. Trattasi di un progetto interamente strumentale, prettamente ispirato ai miti celtici e alle arie musicali irlandesi dedicate al guerriero "Emer Ulster"; tra l'altro il lavoro risulterebbe tecnicamente molto valido valutando soprattutto lo sviluppato in totale solitudine eseguito da Newman mentre si trovava coinvolto nella produzione e registrazione degli album Amarok, Heaven's Open e Tubular Bells II, tutti del pluristrumentista Mike Oldfield. Come questi, Tom Newman compone ed esegue da solo le nove tracce che compongono l'album, legate e missate assieme a mo' d'unica suite della durata di circa trenta minuti. Buona parte dei pezzi richiamano alla mente, sia per la tipologia di strumenti utilizzati, sia per le chiare sonorità alla "Oldfield", sia per il metodo di registrazione utilizzato, le suite The Wind Chimes e Music From The Balcony dello stesso Oldfield. Anche le sonorità prodotte dalla chitarra elettrica di Newman ed il largo utilizzo di tastiere elettroniche, sintetizzatori e cornamusa, fanno di questo lavoro una produzione che potrebbe interessare maggiormente ai fans di Mike Oldfield più che ai vari appassionati di rock progressivo.

## Tracce
1. The Calling of Setanta – 3:18
2. The Sojourn to the Dun of Culann the Smith – 6:48
3. The Courting of Emer – 5:00
4. Emer's aire – 1:42
5. Erin – 2:14
6. The Field of Muirthemne – 1:00
7. The Train (Part I) : The First Blood – 2:30
8. The Train (Part II) : The Death of Ferdiad – 3:36
9. The Eejit – 1:50
10. Ghosts – 1:00

## Crediti
Musica composta, arrangiata, eseguita e prodotta da Tom Newman. 
Voce corale di Claire Hammil.
Tom Newman - Chitarra acustica, Chitarra spagnola, Chitarra elettrica, Mandolino, bastone della pioggia, svariate percussioni, svariati strumenti etnici, violoncello campionato, sintetizzatore analogico, bottiglie, basso, batteria e batteria elettronica, tecnico del suono.

## Uscita Discografica in CD
- Voiceprint Records (1997) codice VP164CD (stampato in Austria per mercato inglese ed europeo)